# Perly-Certoux
Perly-Certoux (toponimo francese) è un comune svizzero di 3 074 abitanti del Canton Ginevra.

## Storia
Il comune di Perly-Certoux è stato istituito nel 1821 per scorporo da quello di Compesières.

## Monumenti e luoghi d'interesse
- Cappella cattolica, eretta nel 1975[1].

## Società

### Evoluzione demografica
L'evoluzione demografica è riportata nella seguente tabella:
Abitanti censiti

## Amministrazione
Ogni famiglia originaria del luogo fa parte del comune patriziale che ha la responsabilità della manutenzione di ogni bene comune.